# Thanathorn Namchan
Thanathorn Namchan (thailändisch ธนธรณ์ น้ำจันทร์; * 23. September 2001 in Bangkok), auch als Kant bekannt, ist ein thailändischer Fußballspieler.

## Karriere
Thanathorn Namchan erlernte das Fußballspielen bei Leicester City im englischen Leicester sowie im belgischen Löwen in der Jugend des Oud-Heverlee Löwen. Im Juli 2022 ging er nach Österreich, wo er in St. Pölten einen Vertrag bei den SKN St. Pölten Juniors unterschrieb. Die Juniors sind die zweite Mannschaft des Zweitligisten SKN St. Pölten. Mit den Juniors spielte er 17-mal in der 1. Landesliga Niederösterreich. Nach einer Saison ging er in sein Geburtsland, wo er im Juli 2023 in Lamphun einen Vertrag bei dem Erstligisten Lamphun Warriors FC unterschrieb. 
Sein Erstligadebüt gab Namchan am 17. September 2023 (4. Spieltag) im Auswärtsspiel gegen den Chonburi FC. Bei der 1:0-Niederlage wurde er in der 81. Minute für den Brasilianer Dennis Murillo eingewechselt. Nach vier Erstligaspielen wechselte er im Januar 2024 auf Leihbasis zum Drittligisten Phitsanulok FC. Mit dem Verein aus Phitsanulok spielte er sechsmal in der Northern Region der Liga. Nach der Ausleihe kehrte er im Sommer 2024 zu den Warriors zurück. Nach sechs Ligaspielen für die Warriors wechselte er im Juli 2025 nach Bangkok zum Zweitligisten Bangkok FC.